# Joie Lee
Joie Susannah Lee (New York, Brooklyn, 1962. június 22. –) amerikai forgatókönyvíró, producer, filmrendező és színésznő. Spike Lee húga.

## Élete
Brooklynban született Jacqueline Carroll (született Shelton) tanárnő és William James Edward Lee (Bill Lee() dzsesszzenész. Számos a bátyja, Spike Lee által rendezett filmben szerepelt színészként, köztük a She's Gotta Have It, a Suli láz, a Szemtől szemben és a Mo' Better Blues című filmekben. Forgatókönyvírója és producere volt a Crooklyn című filmnek 1994-ben. 2001-ben hatperces rövidfilmet rendezett New Yorkban Snapped címmel. A 2003-as Kávé és cigaretta című, Jim Jarmusch által rendezett filmben együtt szerepelt másik testvérével, Cinqué Lee-vel az Ikrek című részben, melyben jó illetve rossz testvért alakítottak.
Testvérei: Spike Lee (1953) filmrendező, David Lee (1961) filmfotós és Cinqué Lee (1966) színész és filmrendező, illetve féltestvére – édesapja második házassága révén – Arnold Lee, zenész.

## Filmes munkái
- 2014. Da Sweet Blood of Jesus, színész (Colquitt nővér)
- 2010. Window on Your Present, színész
- 2007. Starting Out in the Evening, színész (Második szerző)
- 2006. Full Grown Men, színész (Annie)
- 2005. Isten bárányai (All the Invisible Children), forgatókönyvíró
- 2004. Utál a csaj (She Hate Me), színész (Gloria Reid)
- 2003. Kávé és cigaretta (Coffee and Cigarettes), színész (Jó testvér)
- 2001. Snapped, író, rendező
- 1999. Personals, színész (Költőnő)
- 1997. Nowhere Fast, producer
- 1996. Girl 6 - A hatodik hang (Girl 6), színész (Switchboard Operator)
- 1996. Ha megy a busz (Get on the Bus), színész (Jindal)
- 1995. Bármi áron (Losing Isaiah), színész (Marie Spencer)
- 1994. Crooklyn, forgatókönyvíró, színész (Maxine nagynéni)
- 1992. A halál prófétája (Fathers & Sons), színész (Lois)
- 1991. Halálcsók (A Kiss Before Dying), színész (Cathy)
- 1990. Mo' Better Blues, színész (Indigo Downes)
- 1990. Bail Jumper, színész (Athena)
- 1989. Szemet szemért (Do the Right Thing), színész (Jade)
- 1988. Suli láz (School Daze), színész (Lizzie Life)
- 1986. She's Gotta Have It, színész (Clorinda Bradford)

## Fordítás
- Ez a szócikk részben vagy egészben  a   Joie Lee című angol Wikipédia-szócikk fordításán alapul.  Az eredeti cikk szerkesztőit annak laptörténete sorolja fel. Ez a jelzés csupán a megfogalmazás eredetét és a szerzői jogokat jelzi, nem szolgál a cikkben szereplő információk forrásmegjelöléseként.